# Appartenenza
In matematica, in particolare in teoria degli insiemi, l'appartenenza (simbolo {\displaystyle \in }) di un elemento {\displaystyle a} ad un insieme {\displaystyle X} è la relazione (binaria) che stabilisce se {\displaystyle a} è compreso, in senso intuitivo, tra gli elementi di {\displaystyle X}. Se l'elemento {\displaystyle a} appartiene all'insieme {\displaystyle X} si scrive {\displaystyle a\in X}, in caso contrario {\displaystyle a\notin X}.
Il simbolo di appartenenza venne introdotto dal matematico Giuseppe Peano nel 1889, durante i suoi studi sull'assiomatizzazione della matematica.
In teoria degli insiemi la definizione appena fornita viene considerata naïf, banale.